# HD 196050 b
HD 196050 b는 공작자리 방향으로 지구로부터 153광년 떨어져 있는 HD 196050 주위를 돌고 있는 외계 행성이다. 최소 목성 질량의 2.9배이며, 어머니 항성을 1378일 주기로 1회 돌고 있다. 항성으로부터의 평균 거리는 2.54 천문단위 또는 3억 8천만 킬로미터이다. 공전궤도 이심률은 22.8퍼센트이다. 근일점에서 항성과의 거리는 1.96 천문단위, 원일점에서는 3.12 천문단위이다. 평균 공전 속도는 초당 20.1 킬로미터이다.
이 행성은 항성의 스펙트럼에 변화가 나타나는 것을 이용한, 도플러 분광법을 응용하여 발견하였다. 2002년 앵글로-오스트레일리안 천문대의 망원경을 사용, 존스 연구진이 2002년 이 행성의 발견 사실을 학계에 알렸다.

## 같이 보기
- HD 190228 b
- HD 195019 b

## 참고 문헌
- (영어) Jones;  외. (2002). “Extrasolar planets around HD 196050, HD 216437 and HD 160691”. 《Monthly Notices of the Royal Astronomical Society》 337 (4): 1170–1178. doi:10.1046/j.1365-8711.2002.05787.x. 2012년 12월 4일에 원본 문서 (요약)에서 보존된 문서. 2009년 6월 21일에 확인함.웹 인쇄본
- (영어) Greenhill;  외. (2002). “epsilon Eridani, upsilon Andromedae, 51 Pegasi, HD 209458, HD 196050”. 《IAU Circ.》.
- (영어) Mugrauer;  외. (2005). “Four new wide binaries among exoplanet host stars”. 《Astronomy and Astrophysics》 440 (3): 1051–1060. doi:10.1051/0004-6361:20042297.